# Glipa watanabei
Glipa watanabei es una especie de coleóptero de la familia Mordellidae.

## Distribución geográfica
Habita en las Islas Ryukyu (Japón).